# Sand (Limpopo)
La rivière Sand, Polokwane en sotho du Nord et Sandrivier en afrikaans, est un cours d'eau, affluent du fleuve  Limpopo, qui coule dans la province homonyme. Son nouveau nom, Polokwane, est celui de la ville anciennement nommée Pietersburg, située à 200 km en amont de sa confluence avec le Limpopo. La Sand coule à l'extrémité ouest de cette ville.

## Cours
Sa source se situe près de Mokopane et son cours est orienté vers le nord à travers la province du Limpopo ; elle traverse le Soutpansberg via une gorge encaissée, à Waterpoort. Elle sinue ensuite à travers le veld pour rejoindre le Limpopo, 7 km à l'est de Messina. Quoique considérée comme un cours d'eau permanent, elle est souvent à sec en hiver.
Le veld du bassin de la Sand est fortement dégradé, principalement du fait du surpâturage. Il y a quelques zones humides, dont certaines sont importantes en tant qu'écosystèmes abritant des plantes rares ou en danger ainsi que diverses espèces de grenouilles et d'oiseaux.
Le bassin de la Sand abrite dix-huit sites miniers.

### Barrages et affluents
Le seul barrage d'importance dans le bassin est le barrage de Mathala, aussi appelé Houtrivier Dam, car situé sur la rivière Hout, un affluent de la rive gauche de la Sand.
La Diep rejoint la rive droite de la Sand au nord-est de la ville de Polokwane. La rivière Mulaudzi, aussi appelée Blood River (littéralement « rivière de sang »), débouche dans la Sand, rive gauche, au nord de Polokwane. Le barrage de Seshego est un petit barrage sur la Mulaudzi. La rivière Brak est un cours d'eau intermittent qui coule entre le massif du Blouberg et celui du Soutpansberg, rejoignant la rive gauche de la Sand 35 km avant que cette dernière ne rejoigne le Limpopo.